# Censo de Quirino
El censo de Quirino fue un censo de Judea realizado por Publio Sulpicio Quirinio (51 a. C.-21 d. C.), gobernador romano de Siria, tras la imposición del dominio romano directo en el año 6 d. C.Cuando se habla del censo de Quirino respecto a la Biblia, hay quienes aluden a que Quirino realizó un censo en Siria no como gobernador, sino como líder militar o algún otro magistrado entre los años 8 d. C. y 6 d. C. Por lo tanto, la hipótesis establece qué hay un censo en estos años donde en tiempos de Saturnino o Varo, Quirino participó, aunque el apoyo mayoritario de los académicos no encuentre base para tal afirmación.
El Evangelio de Lucas lo usa como medio narrativo para establecer el nacimiento de Jesús en Belén (Lucas 2:1-5), pero el Evangelio de Mateo ubica el nacimiento dentro del reinado de Herodes el Grande, quien murió 9 años antes si usamos el censo como Quirino gobernador oficial (en el año 4 a. C.).
No parece posible una explicación satisfactoria de la contradicción. Raymond E. Brown opinaba que el autor de Lucas cometió un error.
Sin embargo, teniendo en cuenta los "errores" de Dionisio el Exiguo en lo que respecta a la colocación del calendario gregoriano, se sabe que Jesús no nació en el año 1 a. C. o en el 1 d. C., sino que nació en el 5 o 6 a. C. Esto se sabe gracias a pruebas astronómicas que afirman sobre ese tiempo hechos astronómicos extraordinarios relacionados con cometas o con las alineaciones de los planetas, sucesos cuya impresión se podría asociar a la estrella de Belén.
Según el historiador Flavio Josefo, la muerte de Herodes está datada en el año 4 a. C. Según la Biblia, cuando Jesús nació Herodes aún vivía, y cuando esté indagó sobre la aparición de la estrella a causa de su enfado con los sabios de Oriente, mandó a matar a todos los niños menores de 2 años. Esto quiere decir que cuando Herodes indagó sobre la fecha del nacimiento de Jesús, pudo ver que ya hacía año y medio incluso dos de este suceso. 
Jesús es adorado por los sabios de Oriente en una casa, y no en un pesebre, por lo tanto estamos hablando de que el nacimiento de Jesús no se sitúa en el mismo momento cronológico que la adoración por parte de los sabios, que sucede en una casa. Además José y María escapan a Egipto y no regresan hasta la muerte de Herodes, lo que haría encajar más esta hipótesis plausible. 
Es por ello que si verdaderamente Quirino ayudó como líder militar o algún otro magistrado en un censo que no fue el mismo que este realizó en el año 6 d. C. como gobernador oficial de Siria, la Biblia junto la historia estarían más de la mano.

## El censo
En el año 6 d. C., el Imperio romano depuso a Herodes Arquelao, quien gobernó la mayor parte de Judea como rey cliente romano, y convirtió su territorio en la provincia romana de Judea. Publio Sulpicio Quirinio, el recién nombrado legado imperial (gobernador) de la provincia romana de Siria, fue asignado para llevar a cabo un censo fiscal de la nueva provincia.
Según el historiador judío Flavio Josefo (37-100), los judíos reaccionaron negativamente a este censo. La mayoría fueron convencidos por el sumo sacerdote de cumplir con este, pero algunos se unieron a una rebelión liderada por Judas de Galilea.

## Mención en el Evangelio de Lucas
El capítulo 2 del Evangelio de Lucas relaciona la fecha de la natividad de Jesús con el censo de Quirinio:
Aconteció en aquellos días, que se promulgó un edicto de parte de Augusto César, que todo el mundo fuese empadronado. Este primer censo se hizo siendo Cirenio [Quirinio] gobernador de Siria. E iban todos para ser empadronados, cada uno a su ciudad. Y José subió de Galilea, de la ciudad de Nazaret, a Judea, a la ciudad de David, que se llama Belén, por cuanto era de la casa y familia de David; para ser empadronado con María su mujer, desposada con él, la cual estaba encinta.
– Lucas 2:1-5

Hay grandes dificultades para aceptar el relato de Lucas: el evangelio vincula el nacimiento de Jesús con el reinado de Herodes el Grande, pero el censo tuvo lugar en el año 6 d. C., nueve años después de la muerte de Herodes en 4 a. C.[cita requerida] ; no hubo un censo único de todo el imperio bajo Augusto; ningún censo romano exigía que las personas viajaran desde sus propios hogares a los de sus antepasados lejanos [cita requerida] ; y el censo de Judea no habría afectado a José y su familia, que vivían en Galilea.
Algunos eruditos conservadores han argumentado que Quirinio pudo haber tenido un término anterior e históricamente no comprobado como gobernador de Siria, o que anteriormente ocupó otros cargos importantes que pueden haberlo llevado a involucrarse en los asuntos de Judea durante el reinado de Herodes, o que el pasaje debe interpretarse de otra manera. Estos argumentos surgen de la suposición de que la Biblia es infalible, y el historiador húngaro Geza Vermes (1924-2013) los denominó «acrobacias exegéticas».
Por lo general, estas explicaciones han sido rechazadas sobre la base de que no hay un momento en la carrera conocida de Quirinio en el que pudiera haber servido como gobernador de Siria antes del año 6 d. C. [cita requerida], que los romanos no cobraban impuestos directamente a los reinos clientes y que la reacción hostil de los judíos en 6 d. C. sugiere que los impuestos directos por parte de Roma eran nuevos en ese momento. Sobre esta base, el estudioso estadounidense Raymond E. Brown (1928-1998) concluyó que el relato de Lucas es un error.
Sin embargo, estas opiniones no consideran los diversos argumentos que permitirían reducir e incluso cancelar las contradicciones mencionadas. Entre los mismos es posible destacar la inscripción hallada cerca de Tivoli en 1764, probablemente perteneciente al sepulcro de Publio Sulpicio Quirino, procónsul de Asia y "legatus divi Augusti" de Siria y Fenicia en tiempos del emperador Augusto, con la expresión “leg(atus) … iterum” (“legatus … dos veces”) que confirma la posibilidad de un cargo anterior de Quirino en Siria y que en esa ocasión habría supervisado una estima de la población más aproximada, lo que reduciría el supuesto desacuerdo entre las fuentes históricas y el pasaje del Evangelio de Lucas. 
Además, en una lista de cónsules romanos (Chronographus Anni CCCLIIII), el nombre de Quirinio aparece en el año 12 a. C. junto con el de Mesala.Este probablemente haya gobernado simultáneamente junto a Saturnino (como en el caso de Voluminio) o con Varo, antes de la muerte de Herodes.
Un dato curioso es que el evangelista Lucas señala que fue la "primera inscripción", (Lucas 2 1-3), distinguiéndola de la segunda, mencionada por Gamaliel y que Lucas relata en Hechos 5 37. 
A pesar de que la única otra fuente confiable de información es lo que escribe el historiador Josefo, cabe señalar que este nació el año 37 d. C., es decir, varios años después de la muerte de Jesús. En cambio, Lucas ya era médico y acompañaba al apóstol Pablo en sus viajes hacia el año 49 d. C. cuando Josefo era aún un niño de 12 años de edad. El propio Justino Mártir,natural de palestina, en el siglo II d. C. citó los registros romanos como prueba de la exactitud del comentario de Lucas sobre la gobernación de Quirinio.